# Nízká Asuánská přehrada
Nízká Asuánská přehrada je přehrada na řece Nil v Egyptě. Je první, starší a nižší ze dvou stejného jména, jež byly vybudovány u města Asuán, které se nachází na prvním kataraktu řeky. Je také nazývaná Stará Asuánská přehrada nebo jen Asuánská přehrada. Její objem vody je 5,5 km³, což představuje asi 3 % objemu Nassirova jezera.

## Dějiny stavby

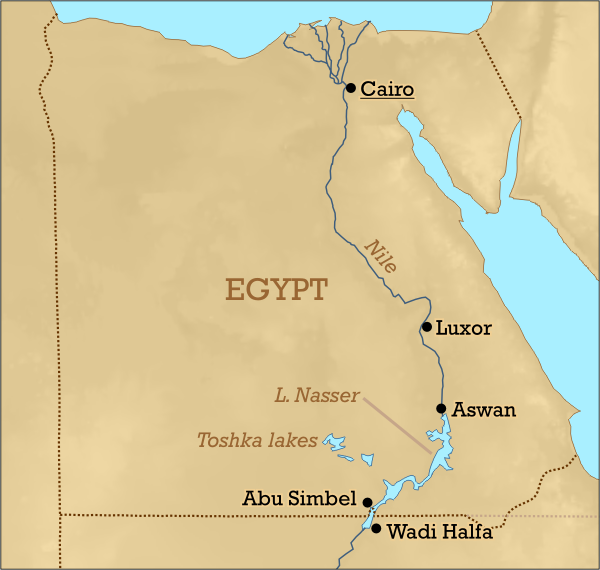
Mapa Egypta ukazující polohu Asuánu a jezera Násir

Nil zaplavoval každý rok v létě území svého dolního toku vodami, které se ženou z východní Afriky. Tyto záplavy přinášely živiny a minerály, které jsou ideálním hnojivem pro obdělávanou půdu. Když vzrostla populace okolo dolního toku řeky, vyvstala potřeba kontrolovat povodně a chránit ornou půdu a bavlníková pole. Při velkých záplavách může být celé pole smeteno, zatímco při nedostatku vody dochází k suchu a hladomoru. Přehrada tedy působí proti záplavám, vyrábí elektrický proud a poskytuje vodu pro zemědělství.
Z důvodů požadavků alespoň částečné regulace toku Nilu, zahájila britská správa v roce 1889 výstavbu přehrady, která byla dokončena v roce 1902. Hlavním projektantem byl Sir William Willcocks a podílelo se také pár významných inženýrů: Sir Benjamin Baker a John Aird, jehož firma, John Aird & Company, byla hlavním dodavatelem.
Hráz Nízké Asuánské přehrady byla původně 33 m vysoká a 1900 metrů dlouhá. Tyto parametry se však později ukázaly jako nedostačující, neboť hrozilo přeplnění nádrže a protrhnutí hráze. Z tohoto důvodu byla přehrada ve dvou fázích (na 38,5 metru v letech 1907–1912 a 45,5 metru v letech 1929–1933) navýšena. Ani nové stavební úpravy nebezpečnou situaci nevyřešily a přehrada roku 1946 téměř přetekla. Tato událost dala podnět k výstavbě nové Vysoké Asuánské přehrady.
Roku 1959 podepsal Egypt dohodu se Súdánem (Nile Waters Agreement), která upřesňuje nárok jednotlivých států na množství vody v Nilu. Dohoda přesně vymezuje tok řeky na egyptsko-súdánských hranicích. Podle smlouvy má Egypt k dispozici 55,5 km³ vody ročně (nejméně 22 km³ je však v období povodní vypouštěno do Středozemního moře). Súdán má nárok pouze na 18,5 km³. Průměrný roční průtok Nilu činí 74 km³, přičemž 10 km³ tvoří ztráty z důvodu odpařování vody.
Přehrada měla původně sloužit jako zásobárna vody a také k regulaci toku Nilu, aby bylo zamezeno záplavám v zimním období a hladomorům v období sucha. Kvůli nedostatečné kapacitě nádrže (5,5 km³) však tento účel nebyl naplněn. Dnes se přehrada využívá k výrobě elektrické energie. Na elektrárnu byla přehrada transformována roku 1960. Tehdy kryla přibližně polovinu celkové spotřeby Egypta a dovolila stavbu elektrického vedení do mnoha vesnic.